# 영업외수익
영업외수익(營業外收益, non-operating income)은 기업의 주된 영업활동이 아닌 활동으로부터 발생한 수익과 차익으로서 중단사업손익에 해당하지 않는 것으로 한다. 예로는 이자수익, 수입임대료, 유형자산처분이익 등이 있다.

## 종류
- ① 이자수익: 여유 자금을 은행에 예입하고 받은 이자, 대여금 이자 등
- ② 임대료: 토지, 건물, 설비 등을 타인에게 임대하고 받은 수익
- ③ 배당금수익: 다른 기업의 주식을 소유함에 따라 배당금을 받았을 때
- ④ 사채상환이익: 발행한 사채를 상환했을 때 지급한 대가가 사채의 장부 금액보다 적은 경우 그 차액
- ⑤ 투자자산처분이익: 투자자산을 장부 금액 이상로 처분했을 때 그 차액
- ⑥ 단기매매증권처분이익: 단기매매증권을 장부 금액 이상으로 처분했을 때 그 차액
- ⑦ 단기매매증권평가이익: 결산일에 단기매매증권의 평가액이 장부 금액 이상일 때 그 차액
- ⑧ 유형자산처분이익: 영업용으로 사용하고 있던 유형자산을 장부 금액 이상으로 처분했을 경우 그 차액
- ⑨ 외환차익: 외화자산의 회수 또는 외화 부채의 상환시 환율변동으로 발생하는 이익
- ⑩ 외화환산이익: 결산일 현재 화폐성 외화 자산 또는 외화 부채에 대한 환율 변동으로 발생한 이익
- ⑪ 자산수증이익: 주주, 임원으로부터 무상으로 자산을 기증 받은 경우 그 금액. 만일 제3자로부터 자산을 기증받았을 경우에는 당기수익으로 처리
- ⑫ 채무면제이익: 채권자로부터 부채를 면제 받았을 경우
- ⑬ 보험금수익: 보험에 가입한 유형자산, 재고자산 등이 재해로 인하여 손해를 입었을 경우 보험사로부터 보상을 받았을 때
- ⑭ 잡이익: 이미 설정된 영업외수익에 해당되지 않으며, 금액이 적고, 발생횟수가 적은 것

## 같이 보기
- 수익